# Lotus (Computerspielreihe)

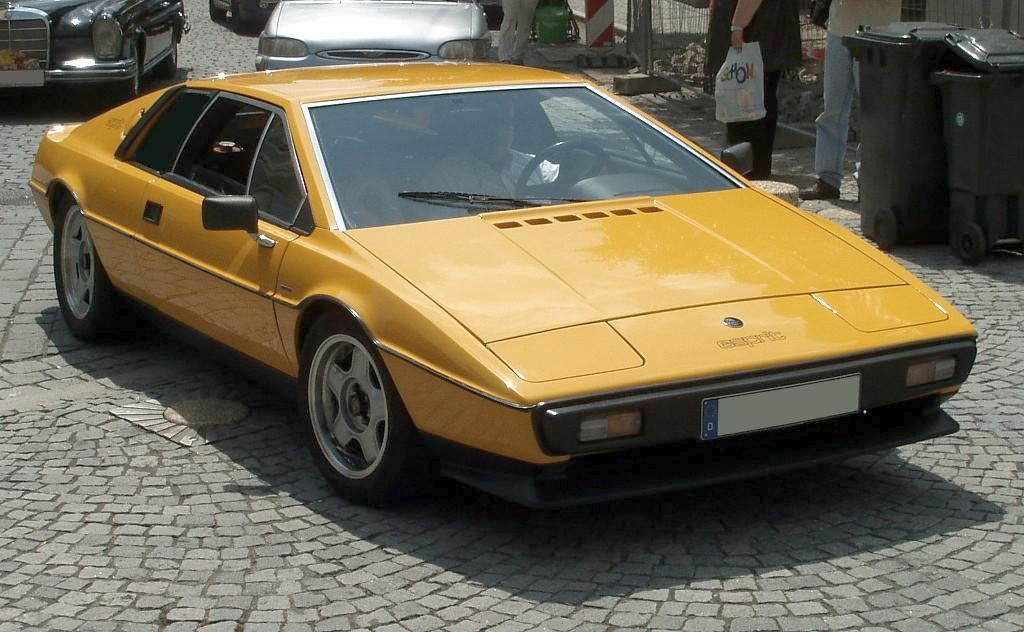
Namensgebendes Modell Lotus Esprit

Lotus Esprit Turbo Challenge, Lotus Turbo Challenge 2 und Lotus III: The Ultimate Challenge sind bekannte „Pseudo-3D“-Rennspiele der frühen 1990er-Jahre und waren besonders auf den Homecomputern Amiga und Atari ST beliebt und damals richtungweisend für das Genre. Es folgten Umsetzungen für diverse andere Systeme. Entwickelt wurden die Lotus-Spiele von Magnetic Fields, der Vertrieb erfolgte durch Gremlin Graphics.
Das namensgebende Hauptfahrzeug ist ein Lotus Esprit. Per Split Screen können auch zwei Spieler gegeneinander Rennen fahren, dabei wird der Bildschirm in eine obere und untere Hälfte geteilt. Ebenso war es möglich, zwei Amiga- oder zwei Atari-Computer mit Hilfe eines Nullmodem-Kabels zu verbinden. Dadurch konnten vier Spieler gleichzeitig an einem Rennen teilnehmen. Das Spiel begründete durch diese Fähigkeit die erste weiter verbreitete Vorläuferform heutiger LAN-Partys.
Die Spielgrafik ist vergleichbar mit OutRun von Sega.
Lotus III verfügte über die damals neuartige Möglichkeit, etwa fünf Trillionen Strecken mittels des Kursdesigners Racing Environment Construction System (RECS) zu generieren, der verschiedene festgelegte Parameter (Häufigkeit von Kurven, Streckenbeschaffenheit, Wetter etc.) zu einem elfstelligen Code kombiniert und so später wieder verfügbar macht. Interessanterweise griff Magnetic Fields für das 1997 erschienene International Rally Championship die Idee eines Strecken-Generators wieder auf.

## Spiele der Serie
- Lotus Esprit Turbo Challenge: Amiga, Atari ST, C64, Amstrad CPC, ZX Spectrum (alle 1990)[4]
- Lotus Turbo Challenge 2: Amiga, Atari ST (beide 1991), Sega Mega Drive (1992), Acorn Archimedes (1993)[5]
- Lotus III – The Ultimate Challenge: Amiga, Atari ST (beide 1992), Sega Mega Drive, PC (beide 1993)[6]

Im Jahr 1994 brachte Gremlin Graphics eine Compilation der drei Spiele unter dem Namen Lotus Trilogy heraus.

## Bewertungen der Presse
- Lotus 1: 86 % Amiga Joker (11/90) / 71 % Power Play (1/91) / 87 % CU Amiga (11/90)
- Lotus 2: 88 % Amiga Joker (12/91) / 82 % Power Play (1/92) / 93 % CU Amiga (10/91)
- Lotus 3: 85 % Amiga Joker (11/92) / 85 % Power Play (11/92) / 86 % CU Amiga (10/92)

## Trivia
- Der Soundtrack von Lotus III war besonders beliebt und wurde für viele moderne Remixe verwendet.
- Im Intro zu Lotus 2 wird ein Sample „You will not copy this game“ abgespielt (siehe auch: Unterschwellige Botschaften).
- Für den PC wurde nur Lotus III umgesetzt. Um das Spiel unter Windows ausführen zu können, wird allerdings ein DOS-Emulator, wie beispielsweise die kostenlose DOSBox, benötigt.

## Ableger
Das für PlayStation 2 und Xbox erschienene Lotus Challenge hat mit der klassischen Trilogie nichts mehr gemeinsam und ähnelt modernen Spielen wie Need for Speed.